# Daniel Loick
Daniel Loick (* 1977) ist ein deutscher Philosoph und Sozialwissenschaftler. Er ist Associate Professor für Politische Philosophie und Sozialphilosophie an der Universität Amsterdam. Loick beschäftigt sich insbesondere mit der Ausarbeitung einer kritischen Theorie des Rechts und der Staatsgewalt sowie mit Formen subalterner Sozialität.

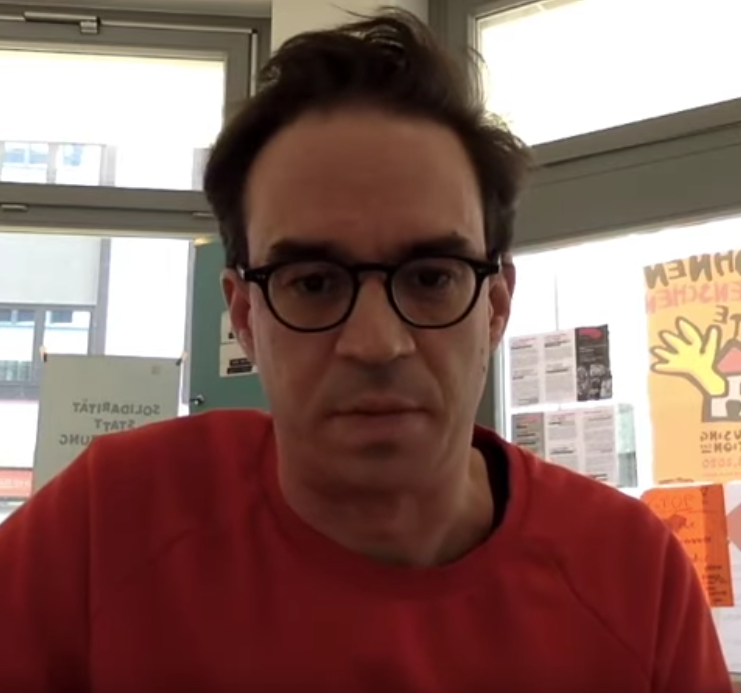
Daniel Loick (2020)

## Leben und Wirken
Daniel Loick studierte zwischen 1997 und 2005 Philosophie, Germanistik und Soziologie an der Mercator-Universität Duisburg und der Goethe-Universität Frankfurt am Main. Anschließend war er wissenschaftlicher Mitarbeiter bei Axel Honneth in Frankfurt und bei Rahel Jaeggi in Berlin. Als Stipendiat der Rosa-Luxemburg-Stiftung promovierte er 2010 in Frankfurt mit einer Arbeit zur kritischen Theorie der Souveränität, die 2012 als Kritik der Souveränität im Campus Verlag erschien. Seine Habilitation mit einer Arbeit zur sozialphilosophischen Rechtskritik erfolgte 2015 ebenfalls in Frankfurt am Main und erschien unter dem Titel Juridismus. Konturen einer kritischen Theorie des Rechts 2017 bei Suhrkamp.
Loick hat an zahlreichen Instituten in Deutschland, der Schweiz und in den USA gelehrt und geforscht, unter anderem an der Harvard University, an der New School for Social Research und dem Center for Humanities and Social Change der HU Berlin. Loick ist assoziierter Wissenschaftler beim Institut für Sozialforschung. Seit Anfang 2020 ist er Associate Professor für „Political and Social Philosophy“ an der humanwissenschaftlichen Fakultät der Universität Amsterdam.
Seine Arbeitsschwerpunkte liegen in der Rechts- und Sozialphilosophie sowie der Gesellschaftstheorie. Zu den Arbeitsbereichen Loicks gehören der Abolitionismus und die Polizeisoziologie. Er ist Mitherausgeber der Zeitschrift für philosophische Literatur. Seine Veröffentlichungen zielen auf Ausarbeitung einer kritischen Theorie von Staat und Recht auf Basis der Kritischen Theorie, der Feministischen Theorie und des Poststrukturalismus.
Im Januar 2021 unterstützte er im Rahmen der Corona-Pandemie als Erstunterzeichner der Kampagne #ZeroCovid eine Zero-Covid-Strategie.

## Schriften (Auswahl)

### Monographien
- Juridismus. Konturen einer kritischen Theorie des Rechts. Suhrkamp, Berlin 2017, ISBN 978-3-518-29812-1.
- Anarchismus zur Einführung. Junius, Hamburg 2017, ISBN 978-3-88506-768-9.
- Der Missbrauch des Eigentums. August Verlag, Berlin 2016, ISBN 978-3-941360-54-9.
  - englische Übersetzung: The Abuse of Property, übersetzt von Jacob Blumenfeld, Cambridge, Massachusetts: The MIT Press 2023, ISBN 978-0-262-54550-1.
- Kritik der Souveränität. Campus, Frankfurt/New York 2012. ISBN 978-3-593-39514-2. Zugl.: Frankfurt (Main), Univ., Diss., 2010.
  - englische Übersetzung: A Critique of Sovereignty, London: Rowman & Littlefield 2019.
- Die Überlegenheit der Unterlegenen. Eine Theorie der Gegengemeinschaften. Suhrkamp, Berlin 2024, ISBN 978-3-518-30039-8.

### Herausgeberschaften
- Abolitionismus. Ein Reader, mit Vanessa E. Thompson, Suhrkamp, Berlin 2022, ISBN 978-3-518-29964-7.
- Debating Critical Theory. Engagements with Axel Honneth, mit Julia Christ, Kristina Lepold und Titus Stahl, Rowman & Littlefield, Lanham 2020.
- Kritik der Polizei. Campus: Frankfurt am Main 2018, ISBN 978-3-593-50944-0.
- Armut und Gefängnis. Schwerpunktheft von WestEnd. Neue Zeitschrift für Sozialforschung, 2.2017 (mit Il-Tschung Lim, Nadine Marquardt und Felix Trautmann).
- Right and Subjectivity. Special Issue der Zeitschrift Law & Critique, 2.2015 (mit Chad Kautzer).
- Exodus. Lebens jenseits von Staat und Konsum? Schwerpunktausgabe von WestEnd. Neue Zeitschrift für Sozialforschung, 1.2014
- Nach Marx. Philosophie, Kritik, Praxis (mit Rahel Jaeggi). Suhrkamp: Berlin 2013.
- Karl Marx: Perspektiven der Gesellschaftskritik (mit Rahel Jaeggi). Akademie-Verlag: Berlin 2013.
- Soziologie der Polizei, Schwerpunktausgabe von WestEnd. Neue Zeitschrift für Sozialforschung, 1.2013.
- Judentum und praktische Philosophie, Schwerpunktausgabe der Deutschen Zeitschrift für Philosophie, 5.2012 (mit Eva Buddeberg).
- Der Nomos der Moderne. Die politische Philosophie Giorgio Agambens. Nomos, Baden-Baden 2011. ISBN 978-3-8329-6233-3.